# Coyote (Album)
Coyote ist ein Jazzalbum des Pianisten Per Henrik Wallin, live aufgenommen in Triobesetzung mit Torbjörn Hultcrantz (Bass) und Erik Dahlbäck (Schlagzeug) am 15. August 1986 und am 12. Oktober 1987 für das Sveriges Radio in Stockholm. Die Aufnahmen erschienen 1998 bei Dragon Records.

## Entstehungsgeschichte und Musik des Albums
Wallin nahm in den 1970er- und 1980er-Jahren mit Unterstützung von Bosse Broberg, dem Leiter der Jazzabteilung, gelegentlich für das schwedische Radio auf, meist in Triobesetzung. Seit 1978 arbeitete er mit seinem Trio aus Torbjörn Hultcrantz und Erik Dahlbäck.
Anlässlich der Sendung des Materials von 1987 äußerte sich der Pianist in einem  Interview zu seiner musikalischen Entwicklung in der letzten Dekade: Hoffentlich hat die Musik mehr Klarheit und Geradlinigheit. Die offene Struktur der Aufnahmen sollte Stagnation verhindern; Per Henrik Wallin hatte daher neues Material ins Repertoire des Trios eingebracht, die vor den Aufnahmen nur einmal geprobt wurden. Die meisten seiner Kompositionen bestanden nur aus Skizzen oder Fragmenten seiner Ideen, die als Ausgangspunkte für die Trioimprovisationen fungierten. Die Aufnahmen vom Oktober 1987 gehörten zu den letzten Sessions des Pianisten vor seinem schweren Autounfall, der ihn hüftabwärts gelähmt ließ.

## Titelliste
- Per Henrik Wallin: Coyote (Dragon, DRCD 320[3])

1. Coyote -3:35
2. The Strange Adventures of Jesper Klint -13:22
3. This Spring Is This -10:00
4. Mingelin 7-8 -10:27
5. Mingelin 5 -3:16
6. Västgötajazzen -15:10
7. Peterson-Berger? -4:33

- Alle Kompositionen stammen von Per Henrik Wallin. Die Titel 2, 3 und 6 wurden 1986, die Titel 1, 4, 5 und 7 wurden 1987 aufgenommen.

## Rezeption
Richard Cook und Brian Morton zeichneten das Album in The Penguin Guide to Jazz mit der Höchstnote von vier Sternen aus. Für Cook/Morton durchläuft die Musik auf Coyote „blitzschnelle Wechsel der Stimmung, dabei fliegt eine erstaunliche Pyrotechnik umher“. Zu den Höhepunkten zählen die Autoren The Strange Adventures of Jesper Klint.
Thomas Millroth bezeichnete Per Henrik Wallin in seinem Überblick über die schwedische Improvisationsszene als „einen der originellsten und dynamischsten [Spieler] im schwedischen Jazz“, dessen Musik „eifrig und ruhelos“ sei und mit „plötzlichen Veränderungen, Tempowechseln und immenser klanglichen und dynamischer Vielfalt“ versehen sei. Er hob dabei besonders Wallins Trio-Aufnahmen auf Coyote und dessen Duoaufnahmen mit Sven-Åke Johansson (Magnetische Hunde (FMP, 1986)) hervor.